# Fiestar
Fiestar (em coreano:  피에스타) foi um grupo feminino sul-coreano formado pela LOEN Entertainment. O grupo era composto por seis integrantes: 
Cao Lu, Jei, Linzy, Hyemi, Cheska e Yezi. Elas fizeram sua estreia com seis membros em 31 de agosto de 2012 com seu single, "Vista". Em 2014, Cheska deixou o grupo.

## História

### Pré-estreia
Antes de sua estréia, as integrantes haviam treinado como um grupo por dois anos e individualmente por cerca de quatro anos.
Cao Lu já havia estreado como solista na China após ter ganho uma competição de canto da CCTV em 2004. Seu álbum Cat foi lançado em 2005 sob o nome artístico LuLu.
A líder do grupo, Jei, tinha sido anteriormente modelo para lojas de roupas on-line e apareceu em vídeos musicais, incluindo "Paradise" do INFINITE, "My Love" do Bongshil Sister, e "Happy Hours" do Taw, estrelando Joo e o Lifestyle. Ela temporariamente substituiu Joo durante as promoções.
Linzy tinha sido trainee sob YG Entertainment e seria uma integrante do 2NE1 e, depois, integrante de outro girl group da YG, antes do grupo ter sido descartado. Em 2010, ela gravou uma música para o drama coreano Obstetrics and Gynecology.

## 2018: Disband
Em 15 de maio de 2018 (horário coreano), a empresa responsável pelo grupo anunciou seu disband oficialmente pelo Naver. Segundo a empresa, o contrato delas expirou e apenas Cao Lu permanece na empresa, pois tem contrato por mais um período enquanto as outras quatro deixaram a empresa após o contrato se encerrar.

## Integrantes
- Cao Lu (hangul: 차오루), nascida Cao Lu (chinês simplificado: 曹璐) em Zhangjiajie, Hunan, China em 30 de agosto de 1987 (37 anos).
- Jei (hangul: 재이), nascida Kim Jin-hee (hangul: 김진희) em Bucheon, Gyeonggi, Coreia do Sul em 5 de setembro de 1989 (35 anos).
- Linzy (hangul: 린지, nascida Im Min-ji (hangul: 임민지) em Incheon, Coreia do Sul em 22 de outubro de 1989 (35 anos).
- Hyemi (hangul: 혜미, nascida Kim Hye-mi (hangul: 김혜미 em Seul, Coreia do Sul em 10 de agosto de 1990 (34 anos).
- Cheska (hangul: 체스카, nascida Francesca Ahn em Birmingham, Alabama, EUA em 11 de março de 1992 (33 anos). Também atende pelo nome coreano Ahn Minji (hangul: 안민지).
- Yezi (hangul: 예지, nascida Lee Ye-ji (hangul: 이예지) em Gangneung, Gangwon, Coreia do Sul em 26 de agosto de 1994 (30 anos).

## Discografia
EPs
- 2015: Black Label
- 2016: A Delicate Sense

Singles
- 2012: Vista
- 2012: We Don't Stop
- 2013: Whoo!
- 2013: Curious
- 2014: One More
- 2016: Apple Pie

## Prêmios e indicações
| Ano  | Prêmio                                   | Categoria                 | Resultado |
| ---- | ---------------------------------------- | ------------------------- | --------- |
| 2012 | 4º Annual Seoul Success Awards           | Melhor Rookie do Ano      | Venceu    |
| 2012 | 2012 Arirang's Simply K-Pop Awards       | Ídolo Super Rookie do Ano | Venceu    |
| 2012 | All the Kpop - World-Class Rookie Awards | Rookie do Ano             | Venceu    |
| 2012 | All the Kpop - World-Class Rookie Awards | K.O. Award                | Venceu    |
| 2012 | 2012 All-KPop Awards                     | Melhor Ao Vivo            | Indicado  |
| 2012 | 2012 All-KPop Awards                     | Melhor Rookie Feminino    | Indicado  |
| 2012 | 22nd Seoul Music Awards                  | Prêmio Rookie             | Indicado  |
| 2012 | 22nd Seoul Music Awards                  | Prêmio de Popularidade    | Indicado  |
| 2012 | 2012 EYK Awards                          | Melhor Aegyo              | Indicado  |
| 2012 | 2012 KU Awards                           | Melhor Rookie Feminino    | Indicado  |